# Kurt Schirra
Kurt Schirra (* 13. September 1931 in Völklingen; † 17. Mai 1983 in Saarbrücken) war ein deutscher Boxer, der für das Saarland antrat.

## Biografie
Kurt Schirra gehörte als einer von drei Boxern der Delegation des Saarlandes bei den Olympischen Sommerspielen 1952 in Helsinki an. Er trat im Federgewicht an. Als einziger der drei saarländischen Boxer gelang es ihm, in der ersten Runde zu gewinnen, indem er Luis Aranguren aus Venezuela nach Punkten besiegte. Im Achtelfinale unterlag er jedoch dem Ungar János Erdei.
Schirra kämpfte für den SV Röchling Völklingen.